# Petr Čajka
Petr Čajka (* 11. prosince 2000 Kadaň) je český lední hokejista hrající na pozici středního útočníka.

## Život
V mládežnickém věku hrával za pražský klub HC Letci Letňany, avšak sezónu 2013/2014 hrál za výběr Sparty Praha do šestnácti let. Následně přestoupil do mládežnických kategorií do Švýcarska. Za mužský tým si prvně zahrál během ročníku 2017/2018, a to v celku EVZ Academy. Další ročník strávil v severní Americe v celku Erie Otters, který hraje Ontario Hockey League (OHL). Hned po sezóně se ale vrátil zpět do Švýcarska.
Patří rovněž k mládežnickým reprezentacím. Na přelomu let 2019 a 2020 jej trenér Václav Varaďa zařadil do výběru, který Českou republiku reprezentoval na domácím mistrovství světa hráčů do 20 let. Na turnaji pak zaznamenal jeden gól, a sice během utkání v základní skupině se Spojenými státy americkými (nakonec 3:4 po prodloužení).